# Bogusław I
Bogusław I (ur. najp. 1127, zm. 18 marca 1187) – książę pomorski i szczeciński z dynastii Gryfitów. Syn Warcisława I i Heili?. Do 1180 – lennik Polski, od 1180 – książę całego Pomorza Zachodniego, od 1181 – lennik cesarski i od 1185 – duński.

## Okres panowania
Objął władzę w księstwie pomorskim po śmierci swego stryja Racibora I w 1155 lub 1156. Początkowo rządził wspólnie ze swoim bratem Kazimierzem I. W wyniku podziału księstwa dokonanego w 1160 – Bogusław I otrzymał dzielnicę, która objęła część ziem pomorskich z Przecławiem, Gardźcem, Widuchową oraz Pyrzycami. Terytorium księstwa objęło również wyspę Uznam, natomiast ziemie: kołobrzeska, koszalińska i świdwińska stanowiły współwłasność obu braci. W 1180 po śmierci Kazimierza I Bogusław zjednoczył je.
W 1164 nastąpił najazd wojsk księcia saskiego Henryka Lwa i Waldemara Duńskiego na Pomorze. W dniu 5 lipca koło Dymina Bogusław stoczył zwycięską bitwę z najeźdźcami. Zajęte plądrowaniem oddziały pomorskie zostały jednak rozbite przez spóźniony oddział dowodzony przez grafa Guncelina. W konsekwencji, Dymin, stołeczny gród Kazimierza I został zdobyty i spalony, a Bogusław musiał wycofać się za rzekę Pianę. Wkrótce potem zawarto pokój w Wierzchnie, na mocy którego książę Kazimierz został lennikiem Henryka Lwa z części ziemi plemienia Czrezpienian i uznawał na tym terytorium władzę biskupa zwierzyńskiego. Wobec Danii Bogusław i Kazimierz zobowiązali się do powstrzymania wszelkich pomorskich wypadów pirackich na wybrzeże duńskie.
W roku 1168 obaj książęta pomorscy wzięli udział w wyprawie króla Waldemara na pogańską wyspę Rugię. 
W latach 1170–1174 trwała wojna między Pomorzem a Danią, zakończona rozejmem. Szukając sojuszników, Bogusław zwrócił się w stronę Polski. W 1174 syn Bogusława, Racibor pojął za żonę córkę Mieszka Starego – Salomeę, a po śmierci swojej pierwszej żony – duńskiej lub saskiej księżniczki Walpurgi – Bogusław ożenił się w 1181 z drugą, młodszą córką Mieszka Starego, Anastazją. 
W 1177 cesarz rzymski Fryderyk I Barbarossa pozbawił Henryka Lwa lenna i skazał go na banicję. Henryk wezwał swoich sojuszników i rozpoczął walkę z cesarzem. Wśród sprzymierzeńców Henryka znaleźli się także książęta pomorscy, Bogusław i Kazimierz. W walkach tych zginął w 1180 Kazimierz, dzięki czemu Bogusław został władcą całego Pomorza Zachodniego. Upadek Henryka Lwa pozbawił Bogusława sojusznika w walce z Danią.
W 1181, w Lubece Bogusław szczeciński złożył hołd cesarzowi Fryderykowi I Barbarossie i uznał się jego lennikiem. Postępując tak Bogusław I pragnął polepszyć swoje położenie. Jego zaciętymi wrogami byli bowiem margrabiowie pograniczni, opieka samego cesarza mogła poniekąd zabezpieczyć przed ich najazdami. Polityczny związek Pomorza Zachodniego z Polską został zerwany i kraj ten po raz pierwszy w swoich dziejach, popadł w bezpośrednią zależność od korony niemieckiej.
Bogusław, popierany przez cesarza, w 1184 wystawił wielką flotę i zaatakował Rugię, będącą lennem duńskim. Wyprawa ta zakończyła się całkowitą klęską Bogusława, w bitwie koło przylądka Darsin, gdzie stracił praktycznie całą flotę. W tym i następnym roku Duńczycy urządzili kilka wypraw na Pomorze. Niszcząc osady i wsie, Duńczycy dochodzili aż pod Kamień Pomorski. Niepowodzenia w walkach z Duńczykami zmusiły Bogusława do kapitulacji. W 1185 złożył on królowi duńskiemu hołd lenny i zobowiązał się do płacenia rocznego trybutu. Odtąd Bogusław pozostawał wiernym sojusznikiem Danii.
W bulli papieża Grzegorza IX z dnia 19 marca 1238 nazwany został księciem Kaszub (bulla ta potwierdzała nadanie przez księcia Bogusława I posiadłości koło Stargardu na rzecz zakonu joannitów). 
Umarł w 1187 podczas polowania koło Sośnicy (niem. Sosnitza) w okolicach Starego Warpna.. Król duński wyznaczył na opiekuna małoletnich książąt kasztelana szczecińskiego Warcisława Świętoborzyca. Po śmierci pochowany został w klasztorze grobskim.

## Rodzina

### Małżeństwa i potomstwo
Bogusław był dwukrotnie żonaty. Z pierwszą żoną – Walpurgą, nieznanego pochodzenia, miał troje dzieci:
- Racibora (ur. ok. 1160, zm. 14 lub 15 stycznia 1183) – księcia ?,
- Warcisława (ur. ?, zm. w okr. 16–18 lutego 1184 (1185?) - księcia ?,
- Dobrosławę (ur. przed 1177, zm. zap. po 1226) – księżniczkę pomorską, żonę Bolesława kujawskiego[17].

Z małżonką Anastazją, córką księcia wielkopolskiego i zwierzchniego księcia Polski Mieszka III Starego i Eudoksji miał dwóch synów, tj.
- Bogusława II (ur. w okr. 1178–1184, zm. 23 lub 24 stycznia 1220 lub 1221) – księcia pomorskiego na Szczecinie,
- Kazimierza II (ur. p. 1179, zm. 1219) – księcia dymińskiego[18].

### Genealogia
| Świętobor? ur. ? zm. ? | Świętobor? ur. ? zm. ? |                                                |                                                | NN ur. ? zm. ? | NN ur. ? zm. ? |  |  | NN ur. ? zm. ? | NN ur. ? zm. ? |                                |                                | NN ur. ? zm. ? | NN ur. ? zm. ? |
|                        |                        |                                                |                                                |                |                |  |  |                |                |                                |                                |                |                |
|                        |                        |                                                |                                                |                |                |  |  |                |                |                                |                                |                |                |
|                        |                        | Warcisław I ur. ok. 1091 zm. najp. 9 VIII 1135 | Warcisław I ur. ok. 1091 zm. najp. 9 VIII 1135 |                |                |  |  |                |                | Heila (Helena)? ur. ? zm. 1128 | Heila (Helena)? ur. ? zm. 1128 |                |                |
|                        |                        |                                                |                                                |                |                |  |  |                |                |                                |                                |                |                |
|                        |                        |                                                |                                                |                |                |  |  |                |                |                                |                                |                |                |
|                        |                        |                                                |                                                |                |                |  |  |                |                |                                |                                |                |                |

|                                                   |                                                   | 1 Walpurga ur. ? zm. p. IV 1177 OO ok. 1150      | 1 Walpurga ur. ? zm. p. IV 1177 OO ok. 1150      | Bogusław I (ur. najp. 1127, zm. 18 III 1187) | Bogusław I (ur. najp. 1127, zm. 18 III 1187) | 2 Anastazja Mieszkówna ur. prawd. 1164 zm. po 31 V 1240 OO IV 1177 | 2 Anastazja Mieszkówna ur. prawd. 1164 zm. po 31 V 1240 OO IV 1177 |                                   |                                   |
|                                                   |                                                   |                                                  |                                                  |                                              |                                              |                                                                    |                                                                    |                                   |                                   |
|                                                   |                                                   |                                                  |                                                  |                                              |                                              |                                                                    |                                                                    |                                   |                                   |
|                                                   | 1                                                 |                                                  | 1                                                |                                              | 1                                            |                                                                    | 2                                                                  |                                   | 2                                 |
| Racibor ur. w okr. 1150–1156 zm. 14 lub 15 I 1183 | Racibor ur. w okr. 1150–1156 zm. 14 lub 15 I 1183 | Warcisław ur. ? zm. w okr. 16–18 II 1184 (1185?) | Warcisław ur. ? zm. w okr. 16–18 II 1184 (1185?) | Dobrosława ur. przed 1177 zm. zap. po 1226   | Dobrosława ur. przed 1177 zm. zap. po 1226   | Bogusław II ur. w okr. 1178–1184 zm. 23 lub 24 I 1220 lub 1221     | Bogusław II ur. w okr. 1178–1184 zm. 23 lub 24 I 1220 lub 1221     | Kazimierz II ur. p. 1179 zm. 1219 | Kazimierz II ur. p. 1179 zm. 1219 |

### Opracowania
- Zygmunt Boras, Książęta Pomorza zachodniego, Poznań: Wydaw. Naukowe Uniwersytetu im. Adama Mickiewicza, 1996, ISBN 83-232-0732-1, OCLC 830122949. Brak numerów stron w książce
- Dopierała B., Polskie losy Pomorza Zachodniego, Poznań 1970.
- Edward Rymar, Rodowód książąt pomorskich, Szczecin: Książnica Pomorska im. Stanisława Staszica, 2005, ISBN 83-87879-50-9, OCLC 69296056. Brak numerów stron w książce
- Kazimierz Kozłowski, Jerzy Podralski, Gryfici. Książęta Pomorza Zachodniego, Szczecin: Krajowa Agencja Wydawnicza, 1985, ISBN 83-03-00530-8, OCLC 189424372. Brak numerów stron w książce
- Szymański J.W., Książęcy ród Gryfitów, Goleniów – Kielce 2006, ISBN 83-7273-224-8.

### Opracowania online
- Madsen U., Bogislaw I. Herzog von Slawien-Stettin (niem.), [dostęp 2012-02-23].
- Schmidt R., Bogislaw I. Herzog von Pommern (niem.) [w:] NDB, ADB Deutsche Biographie (niem.), [dostęp 2012-02-23].

### Literatura dodatkowa
- Koczy L., Bogusław I [w:] Polski Słownik Biograficzny, T. 2, Polska Akademia Umiejętności – Skład Główny w Księgarniach Gebethnera i Wolffa, Kraków 1936, ss. 203–204, reprint: Zakład Narodowy im. Ossolińskich, Kraków 1989, ISBN 83-04-03291-0.
- Labuda G. (pod red.), Historia Pomorza, T. 1 (do roku 1466), cz. 2, Poznań 1969.